# João Almeida
João Pedro Gonçalves Almeida (født 5. august 1998 i Caldas da Rainha) er en professionel cykelrytter fra Portugal, der er på kontrakt hos World Tour-holdet UAE Team Emirates XRG.

## Historie
Fra 2017 til 2019 kørte han for det amerikanske prokontinental hold Hagens Berman Axeon. I april 2018 vandt han foran Andrea Bagioli et af mest prestigefyldte U-23 løb, Liège-Bastogne-Liège Espoirs. I 2019 blev Almeida portugisisk U23-mester i både enkeltstart og linjeløb.
Han fik sin første professionelle kontrakt med start fra 2020, da han lavede en toårig aftale med Deceuninck-Quick Step. Samtidig blev han den første portugisiske rytter i holdets historie.